# Redenção (Manaus)
Redenção é um bairro do município brasileiro de Manaus, capital do estado do Amazonas. Localiza-se na Zona Centro-Oeste da cidade. De acordo com estimativas da Secretaria de Estado de Desenvolvimento Econômico, Ciência, Tecnologia e Inovação do Amazonas (SEDECTI), sua população era de 41 572 habitantes em 2017.

## História
O bairro da Redenção tem suas origens em 1974, por operários que realizavam a construção do conjunto Ajuricaba, no bairro do Alvorada. 

## Hoje
Dados do bairro
- População: 41 572 habitantes.

### Comunidade indígena
Redenção abriga desde agosto de 1993 uma comunidade indígena formada por 15 famílias da tribo saterê-mawé.
Características e curiosidades
O bairro possui uma das maiores coberturas vegetais da cidade, cercada e protegida, abrigando espécies nativas da fauna e flora da região. A extensa área verde proporciona um habitat natural para a reprodução dos bichos e plantas e contribui para a manutenção da temperatura do bairro. Esta cobertura vegetal se encontra em sua grande maioria situada na mata do aeroporto internacional Eduardo Gomes, mais também existe uma parte dela que se encontra ao longo da APP do Igarapé do Gigante, afluente do Rio Tarumã-Açu e tributário do Rio Negro. O igarapé do Gigante é um dos últimos rios que nascem na malha urbana da cidade e que ainda possui em alguns trechos áreas verdes, animais da fauna amazônica, flora diversificada e possui uma nascente preservada, porém passa por diversas áreas extremamente urbanizadas e que torna a qualidade da água no igarapé ruim e longe do ideal, sendo uma demanda importante ao poder público a busca pela preservação do mesmo.
Uma curiosidade é a criação do logradouro Comunidade Santa Bárbara, localizada no próprio bairro da Redenção. Esta comunidade ocupa a parte mais nova do bairro, ao qual no passado era ocupada por diversos sítios, chácaras e fazendas. A comunidade se inicia a partir do Igarapé do Gigante e avança ao extremo oeste do bairro, fazendo fronteira com os bairros Tarumã e Planalto.
A criação desta comunidade foi fruto da iniciativa de alguns moradores para que futuramente a mesma seja reconhecida e tenha mais assistência por parte do poder público, visto uma menor infraestrutura no local, e o nome é uma homenagem a santa católica que batiza a igreja católica situada no local ao qual tem grande carinho e afeição dos moradores e possui uma relação de fé com a comunidade cristã e compõe uma história tradicional ocorrida no bairro em seu passado com a figura da mesma e atravessa gerações até os dias de hoje.

### Localização
Localiza-se na Zona Centro-Oeste de Manaus. Tem como vizinhos os bairros de: Planalto, Alvorada, Da Paz e Tarumã.
Os conjuntos Hileia I e II integram o bairro, além do Loteamento Santos Dumont (Parque Eduardo Gomes) e da comunidade Santa Bárbara.

## Transportes[3]
As principais linhas de ônibus do bairro da Redenção o conectam a diversar zonas da cidade, onde apesar da distância para o Centro da cidade o bairro também é conhecido por sua conectividade aos mais diversos pontos da cidade, principalmente aos demais bairros da zona Centro-Oeste, assim como aos bairros da zona Oesta e Norte da cidade.
Os principais lugares que os moradores do bairro buscam como destino ao utilizarem o transporte público são: O bairro Centro onde podem utilizar as linhas 207, 214 e 825(executivo); a estação de transferência E2-Arena, onde podem utilizar às linhas A206 e A202; a estação de transferência E3-Santos Dumont, onde podem utilizar as linhas A208 e A210; o terminal de Integração 3, onde podem utilizar às linhas 016 e 450; o bairro Ponta Negra, onde podem utilizar a linha 450; o bairro Compensa, onde podem utilizar a linha 014; o terminal de Integração 2, onde podem utilizar a linha 217; a Ceasa, Distrito Industrial e UFAM, onde podem utilizar a linha 215; e o bairro Tarumã, onde podem utilizar a linha 006.